# 金洞乡 (广元市)
金洞乡，是中华人民共和国四川省广元市利州区下辖的一个乡镇级行政单位。

## 行政区划
金洞乡下辖以下地区：
白龙湖社区、长林村、洛阳村、天景村、站弯村、金龙村、天峰村、石清村、松柏村、清河村、桂花村、田沟村、店子村和龙洞村。